# آنا أوف ذي نورث

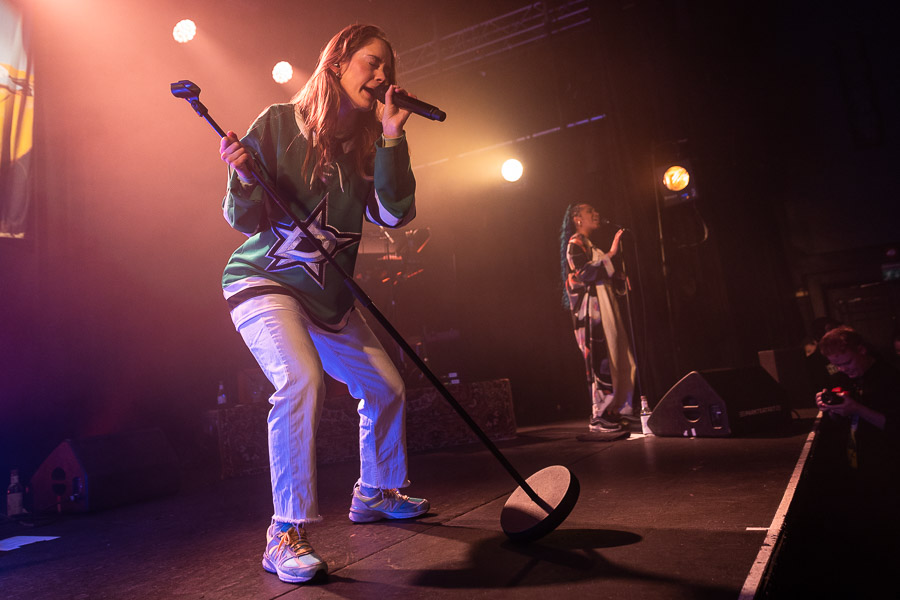
آنا أوف ذي نورث تؤدي في Parkteatret Scene في أوسلو في عام 2019.

آنا لوتيرود (من مواليد 8 يونيو 1989) ،  والمعروفة باسمها المسرحي آنا أوف ذي نورث ، هي مغنية وكاتبة أغاني نرويجية من أوسلو من يوفيك. صدر ألبومها الأول Lovers في عام 2017. صدر ألبومها الثاني Dream Girl في أكتوبر 2019.

## النشأة
ولدت آنا لوتيرود في يوفيك في النرويج. درست التصميم الجرافيكي قبل الانتقال إلى ملبورن لتكمل الدراسة.